# Pentamethylbismut
Pentamethylbismut (of pentamethylbismuthoraan) is een organometaalverbinding, meer specifiek: een arganobismutverbinding, met vijf methylgroepen gebonden aan één bismut-atoom: {\displaystyle {\ce {Bi(CH3)5}}}. Het is een voorbeeld van een hypervalente verbinding. Het molecuul heeft de vorm van een driezijdige bipiramide.

## Synthese
Pentamethylbismut wordt in twee stappen uit trimethylbismutaan verkregen. Eerst reageert de trimethylverbinding met sulfurylchloride tot het trimethyldichloride:
{\displaystyle {\ce {Bi(CH3)3\ +\ Cl2\ ->\ Bi(CH3)3Cl2}}}
In de tweede stap wordt dit product met twee equivalenten methyllithium in ether behandeld, waarbij de pentamethylverbinding ontstaat:
{\displaystyle {\ce {Bi(CH3)3Cl2\ +\ 2CH3Li\ ->[{\ce {Et2O}}]\ Bi(CH3)5\ +\ 2LiCl}}}

## Eigenschappen

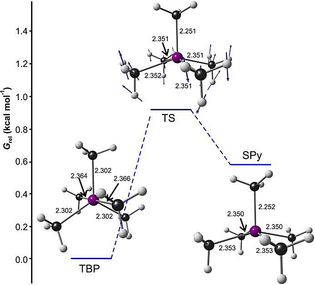
energieniveaus en vorm van het pentamethylbismutmolecule

Bij -110 °C bestaat {\displaystyle {\ce {Bi(CH3)5}}} als een blauw-violette vaste stof. De methylgroepen zijn verdeeld over de hoekpunten van een trigonale bipiramide en de bindingslengte tussen bismuth en elk van de methylgroepen is gelijk. Het molcuul is echter niet statisch, zoals blijkt uit het feit dat in het proton-NMR ook bij deze lage tempeatuur slechts één signaal, in plaats van twee (equatoriaal en apicaal) voor de methylgroepen laat zien. Als vaste stof is de verbindiung stabiel, maar bij verwarmen of in olossing ontleed hij naar trimethylbismutaan. DE kleur van de verbinding is opvallend voor zowel de verbindingen van bismut- als andere hypervalente stoffen uit de stikstofgroep. Berekeningen geven aan dat de kleur samenhangt met HOMO-LUMO overgangen. De HOMO is aan de methylgroepen gekoppeld, de LUMO heeft bijdragen van de relativistisch gestabiliseerde 6s-orbitaal van bismut

## Reacties
Als bij de synthese een overmaat methyllithium gebruikt wordt ontstaat een oranje gekleurd zout, lithium(hexamethylbismutaan), {\displaystyle {\ce {Li[Bi(CH3)6]}}}. Dit is een zeer ongebruikelijk nion, er zijn maar weinig elementen in staat om met zes orgainische resten een nbinding aan te gaan.